# Jean-Marie Dinaux
Jean-Marie Benjamin Dinaux (1868-1947) est un officier et explorateur français.

## Biographie
Il est élève de l’école spéciale militaire de Saint-Cyr, promotion de Tombouctou (1887-1889). Devenu capitaine dans les Compagnies sahariennes, il est chargé d'étudier la possibilité d'établir une ligne télégraphique entre In Salah et Tombouctou (1905). Il part ainsi avec le géologue René Chudeau, l'ingénieur des postes Étiennet, le géographe Émile-Félix Gautier et le père Charles de Foucauld et, par In Zize et Timissao, atteint l'Adrar des Ifoghas. 
Avec Chudeau, il prend ensuite la direction du Hoggar puis de l'Aïr. Recoupant l'itinéraire de la mission Foureau-Lamy à In Azaoua, les deux hommes atteignent Iférouane où Dinaux décide de faire demi-tour alors que Chudeau continue vers Agadès. 
En 1918, le colonel Dinaux est chef de corps du 14e régiment de tirailleurs algériens. En 1919, il commande quelques semaines le 409e régiment d'infanterie et procède à sa dissolution.
Il finit sa carrière comme général de brigade.

## Distinctions
Il est commandeur de la Légion d'honneur et officier d'académie. 